# Халемвег (станция метро)
«Халемвег» (нем. Halemweg) — станция Берлинского метрополитена в районе Шарлоттенбург. Расположена на линии U7 между станциями «Зименсдамм» (нем. Siemensdamm) и «Якоб-Кайзер-Плац» (нем. Jakob-Kaiser-Platz).

## История
Открыта 1 октября 1980 года в составе участка «Мирендорфплац» — «Рордамм».

## Архитектура и оформление
Колонная двухпролётная станция мелкого заложения, сооружена по типовому проекту. Архитектор — Райнер Г. Рюммлер. Путевые стены отделаны оранжево-красными панелями из этернита. Колонны и потолок — оранжевыми металлическими пластинами. Аналогично оформлена соседняя станция «Якоб-Кайзер-Плац». Единственный выход расположен в центре платформы.